# Bendix SWC
Der Bendix SWC, auch als Bendix Sedan oder Steel Wheel Corporation Sedan bezeichnet, ist ein funktionstüchtiges Konzeptfahrzeug, das als Technologieträger für ein leichtes, solides und stromlinienförmiges Mittelklasseauto diente. Es wurde von der Bendix Aviation Corporation zwischen 1932 und 1934 unter strenger Geheimhaltung entwickelt. Das als Einzelstück gefertigte Fahrzeug diente als Ideenträger und Demonstrationsobjekt für technische Komponenten des Zulieferkonzerns. Eine Serienfertigung wurde möglicherweise anfangs erwogen, ebenso eine Lizenzfertigung durch interessierte Automobilhersteller. Beides realisierte sich jedoch nicht, nachdem das Fahrzeug 1934 potenziellen amerikanischen Lizenznehmern vorgestellt worden war und 1935 eine Promotion-Tour zu namhaften europäischen Automobilproduzenten absolviert hatte. Der Bendix SWC wurde weder auf Publikumsmessen noch auf Automobilsalons öffentlich präsentiert. Das Projekt wurde eingestellt, nachdem ein neues Management, maßgeblich beeinflusst vom Großaktionär General Motors, die Kontrolle bei Bendix übernommen hatte. Das Fahrzeug ist bis heute erhalten geblieben.

## Geschichte
Um 1930 war die Bendix Aviation Corporation ein bedeutender Zulieferer der Automobil- und in geringerem Maße auch der Luftfahrtindustrie. Firmengründer Vincent Hugo Bendix hatte aus seinem ursprünglichen Produktionsbetrieb einen Konzern geformt, dem zeitweilig fast 130 Unternehmen angehörten. Er hatte bereits früh Erfahrungen im Automobilbau gesammelt, seine Produktion von Automobilen der Highwheeler-Bauart war jedoch 1909 erfolglos geendet. Sein unternehmerisches Imperium wuchs maßgeblich mit dem von ihm entwickelten Startix-Anlasser, der durch die Einführung bei Chevrolet ab 1914 sehr erfolgreich wurde. Später kamen Bremssysteme hinzu, die auf Patenten des französischen Ingenieurs Henri Perrot (1883–1961) basierten und für deren Produktion er die Bendix Corporation gründete. Die Nachfrage nach Bendix-Bremsanlagen war erheblich. Als die Peerless Motor Car Corporation in Cleveland (Ohio) Ende 1931 die Automobilproduktion einstellte, sah Bendix darin eine Chance für einen erneuten Versuch im Fahrzeugbau und erwarb Teile der nicht mehr benötigten Produktionsanlagen für die geplante Fertigung eines kleineren, preisgünstigen Familienwagens. Die technische Leitung des Projekts übernahm Bendix-Chefingenieur Victor Kliesrath. 1932 begannen die Arbeiten an einem Prototyp. Alfred M. Ney, ein junger Ingenieur, der zuvor bei Packard unter Kliesrath gearbeitet hatte, wurde mit der Konstruktion und dem Bau beauftragt und erhielt so die Möglichkeit, ein modernes und innovatives Auto von Grund auf zu entwickeln. Der Wagen wurde erst 1934 fertiggestellt, nachdem am ursprünglichen Konzept bereits Abstriche gemacht werden mussten. Der Bau des Fahrzeugs kostete nach damaligen Maßstäben hohe 84.000 US-Dollar.

### „Steel Wheel Corporation“
Bendix ging mit seinen Automobilplänen ein beträchtliches Risiko ein, nicht nur wegen der anhaltenden Weltwirtschaftskrise. Bendix Aviation war einer der größten unabhängigen Zulieferer der Branche, und die Aufnahme einer eigenen Automobilproduktion hätte das Unternehmen in direkte Konkurrenz zu seinen wichtigsten Kunden gebracht. Absolute Geheimhaltung war daher von größter Bedeutung. Um Industriespionage zu erschweren und die wahre Herkunft des Projekts zu verschleiern, wurde die fiktive Firma Steel Wheel Corporation, abgekürzt „SWC“, vorgeschoben, die angeblich hinter dem Projekt stand. Dieses Unternehmen existierte entweder nicht oder wurde eigens zu diesem Zweck gegründet. So erhielt der Prototyp seinen Namen SWC. Entsprechende Logos wurden auf der Motorhaube, am Armaturenbrett und auf den Radkappen angebracht.
Aufgrund des schwierigen wirtschaftlichen Umfelds und der Risiken gab Bendix seine Produktionsabsichten auf; sie wurden nie verwirklicht. Nach anderer Lesart war von vornherein geplant, dass der Prototyp die technologischen Fähigkeiten des Konzerns demonstrieren und Automobilherstellern als Lizenzmodell angeboten werden sollte. Bendix Aviation hätte so durch Lizenzgebühren und den Verkauf von Komponenten profitieren können. Es ist auch möglich, dass sich diese Strategie erst herausbildete, nachdem eigene Produktionspläne gescheitert waren. Dies würde auch spätere technische Anpassungen am Fahrzeug erklären, wie die Nachrüstung von Blattfedern zur Unterstützung der ursprünglichen Gummifederung oder des elektropneumatischen Vorwählgetriebes Bendix Electro-Vac.

### Entwicklung
Ney zeichnete die Konstruktionspläne nach eigener Aussage allein und unter höchster Geheimhaltung in einem Landhaus bei Lakeside (Michigan).
In einer frühen Entwicklungsphase war ein sehr niedriges Fahrzeuggewicht von 1500 bis 1700 Pfund (ca. 680–770 kg) vorgesehen. Ney besprach sich diesbezüglich mit Alan H. Leamy (1902–1935), dem Chefdesigner der Auburn Automobile Company, der für seine Arbeit am Cord L-29 bekannt war. Ney versuchte, Leamy für das Projekt zu gewinnen, was jedoch am Widerstand von Vincent Bendix scheiterte.
Für den Bau des Prototyps wurde nach etwa einem halben Jahr Vorbereitung eine Werkstatt in St. Joseph (Michigan) eingerichtet. Neys Team bestand aus einem zweiten Ingenieur, dem Schweizer Fred Thomer, dem Chefmechaniker von Kliesraths Boots-Rennteam, Ottavio Capra, den Mechanikern Nathan Byer und Charles Lair, dem Autosattler Ed Hupp, der von der Studebaker Corporation kam, und dem Designer William F. Ortwig, der je nach Quelle zuvor für Fleetwood Metal Body oder Fisher Body gearbeitet hatte.

### Design

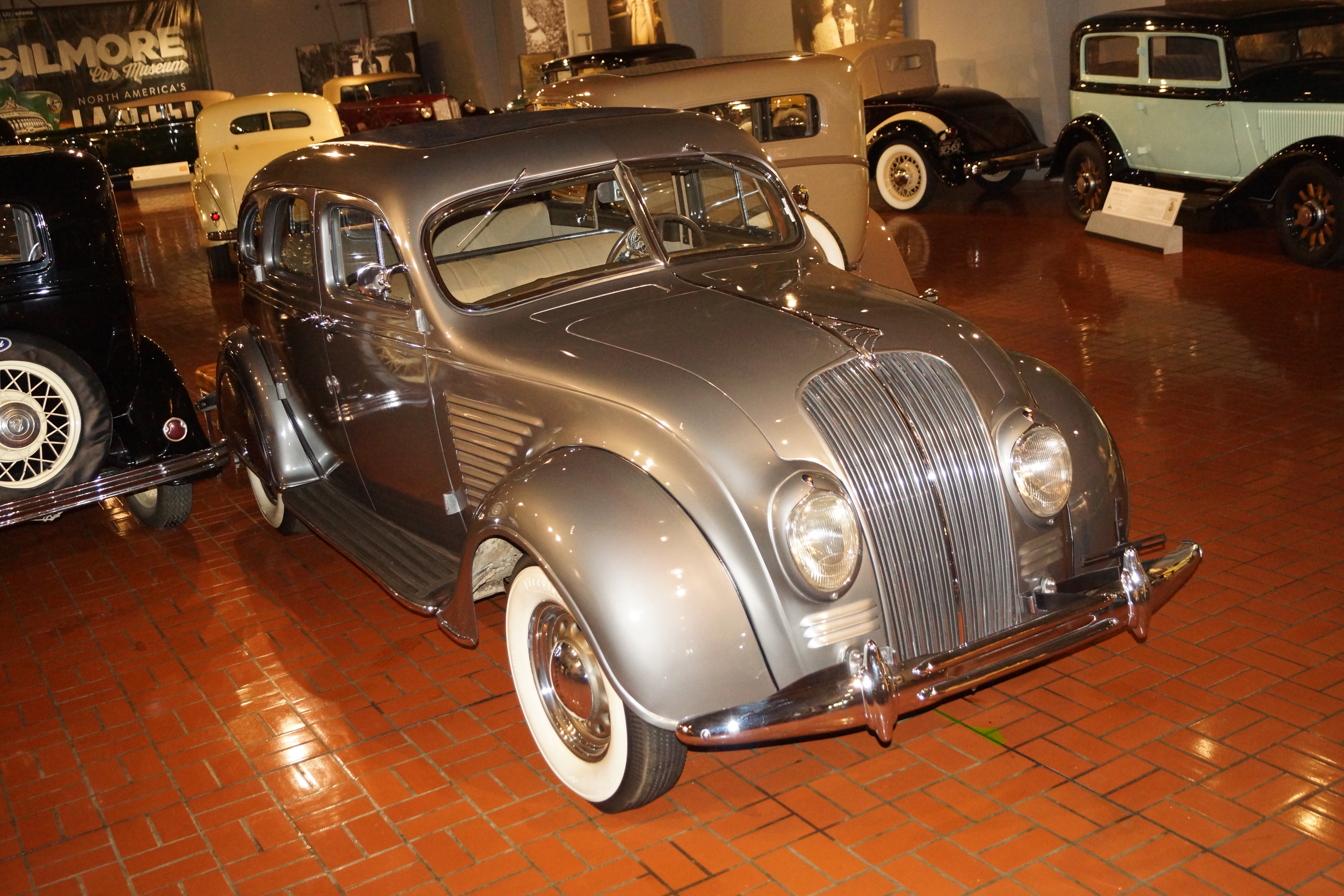
DeSoto Airflow Series SE (1934), dessen Zierteile teilweise am Bendix SWC verwendet wurden

Die optische Ähnlichkeit mit dem etwa zeitgleich entwickelten Chrysler Airflow oder dessen kleinerer Ausführung DeSoto Airflow SE von 1934 ist auffällig. Beide Fahrzeuge repräsentieren frühe Versuche, aerodynamische Prinzipien im Automobildesign anzuwenden, wobei die Form des Airflow das Ergebnis intensiver Windkanaltests war. Unterstrichen wird die Ähnlichkeit durch die Verwendung von Zierteilen des DeSoto Airflow SE am Bendix SWC, insbesondere der Kühlermaske, der Stoßstangen und der Scheinwerfereinfassungen.
Diese Ähnlichkeit ist jedoch höchstwahrscheinlich zufällig; es gilt als unwahrscheinlich, dass die Entwicklerteams voneinander wussten. Beide Fahrzeuge entstanden unter strengster Geheimhaltung. Bei Bendix war nur ein sehr kleiner Personenkreis informiert. Bei Chrysler wollte man verhindern, dass Details des revolutionären neuen Modells vorzeitig an die Konkurrenz gelangen.
Ortwig bestätigte später, dass er keine Kenntnis vom Airflow-Projekt hatte, als er den SWC entwarf. Ortwigs Leistung erscheint umso beachtlicher, als sein Design – anders als beim Chrysler Airflow – nicht im Windkanal überprüft oder optimiert wurde.

### Kundendemonstrationen
Nach ersten erfolgreichen Fahrversuchen mit dem noch unkarossierten Fahrgestell drängten Vincent Bendix und Kliesrath auf eine rasche Fertigstellung, obwohl Ney mehr Zeit für die Behebung bereits erkannter Mängel forderte.
Das fertige Auto wurde 1934 einigen potenziellen amerikanischen Lizenznehmern zum Nachbau angeboten.
Ohne den SWC besuchten Ney, Vincent Bendix und Kliesrath zunächst den Pariser Autosalon, der damals im Herbst stattfand. Erst im November 1934 folgte Capra mit dem Bendix SWC, wobei er noch während der Schiffsüberfahrt nach Southampton kleinere Einstellarbeiten vornahm. Ney und Capra begannen anschließend in London eine Promotion-Tour durch Europa. Der Wagen wurde Verantwortlichen von Bentley, Alvis, Citroën, Peugeot, Renault und Bugatti vorgestellt, wobei der Wagen auf eigener Achse überführt wurde. Ney erinnerte sich später, dass das Auto sehr angenehm zu fahren gewesen sei.

### Vorzeitiges Ende
Allerdings offenbarte sich während der Tour eine gravierende Schwachstelle der Konstruktion: Das Fahrzeug war mit 1615 kg deutlich schwerer geraten als ursprünglich geplant. Die Gummiblöcke der innovativen Radaufhängung erwiesen sich als unterdimensioniert für diese Mehrbelastung und neigten zum Brechen. Schließlich musste ein geplanter Vorstellungstermin bei Fiat in Turin abgesagt werden, weil während der Anreise in Genua eines der Homokinetischen Gelenke der Antriebswelle brach. Der Wagen wurde daraufhin per Bahn nach Le Havre transportiert und mit dem Schnelldampfer Bremen in die USA zurückgeschickt.
Der eigentliche Grund für das abrupte Ende des Projekts lag jedoch in einem Führungswechsel bei Bendix Aviation. Vincent Bendix und Victor Kliesrath wurden durch Vertreter des Hauptaktionärs General Motors, darunter der spätere Ford-Manager Ernest R. Breech (1897–1978), entmachtet. Hintergrund waren die finanziellen Schwierigkeiten der Bendix Aviation Corporation während der Weltwirtschaftskrise. 1929, vor dem Börsencrash, wurde die Bendix-Aktie zu 104,37 US-Dollar gehandelt; 1933 war ihr Wert auf 4,37 US-Dollar gefallen. General Motors, das rund 25 % der Anteile hielt und zudem ein wichtiger Kunde war, intervenierte. Kliesrath verlor seinen Einfluss, und Vincent Bendix unterlag in einem Machtkampf, der 1937 zu seinem Ausscheiden führte. Das Projekt SWC wurde daraufhin eingestellt.

## Technik
Der Bendix SWC verfügt über Frontantrieb, ein Konzept, dessen technische Grundlagen Ende der 1920er Jahre entwickelt wurden und das in den USA bereits in Kleinserienmodellen wie dem Ruxton Model C und dem Cord L-29 kommerziell umgesetzt worden war. Beide nutzten Achtzylinder-Reihenmotoren (Cord von Lycoming, Ruxton von Continental Motors Company), doch hier enden die Gemeinsamkeiten mit dem Sechszylinder-Bendix SWC.

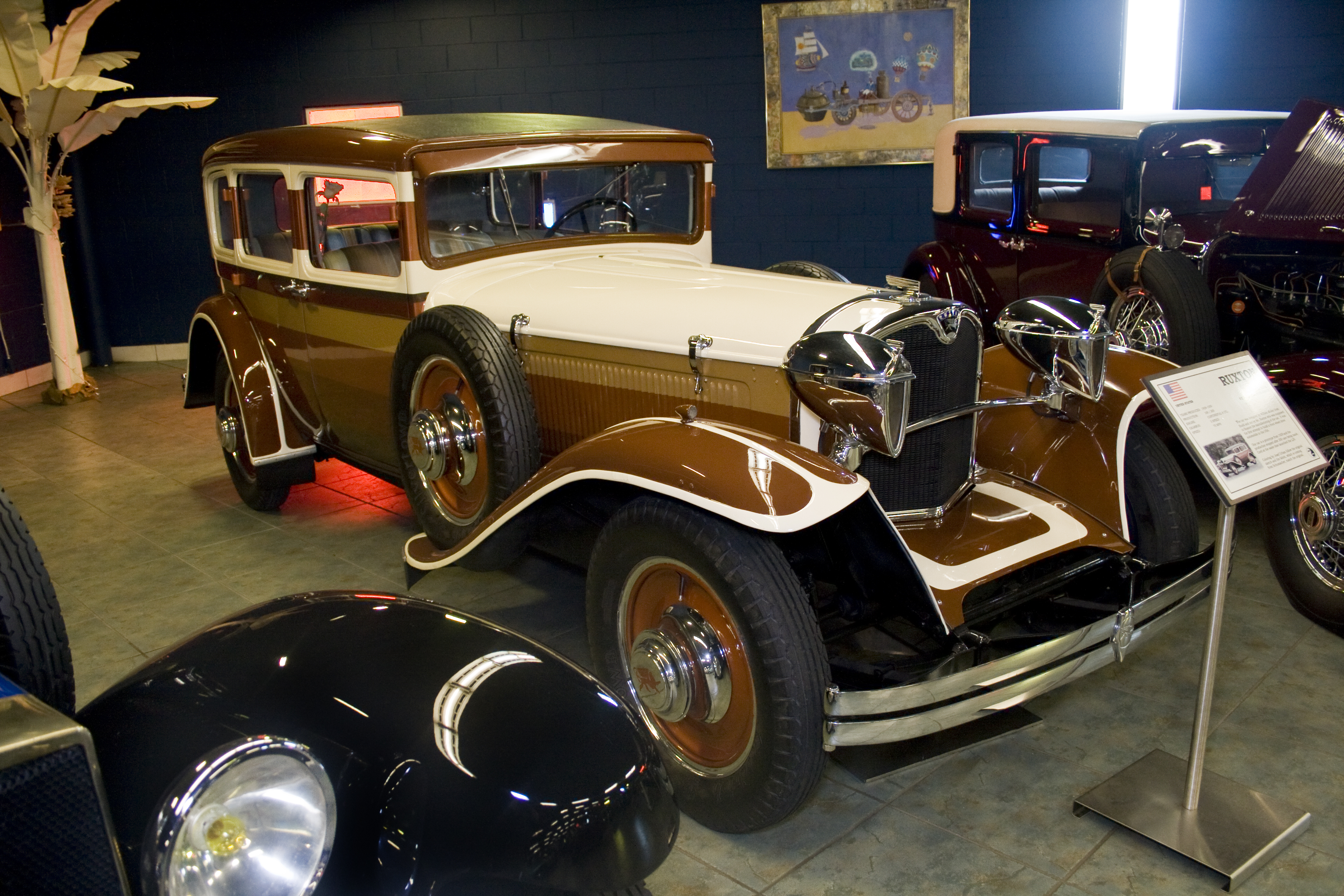
Ruxton Model C Sedan (1929) mit Frontantrieb
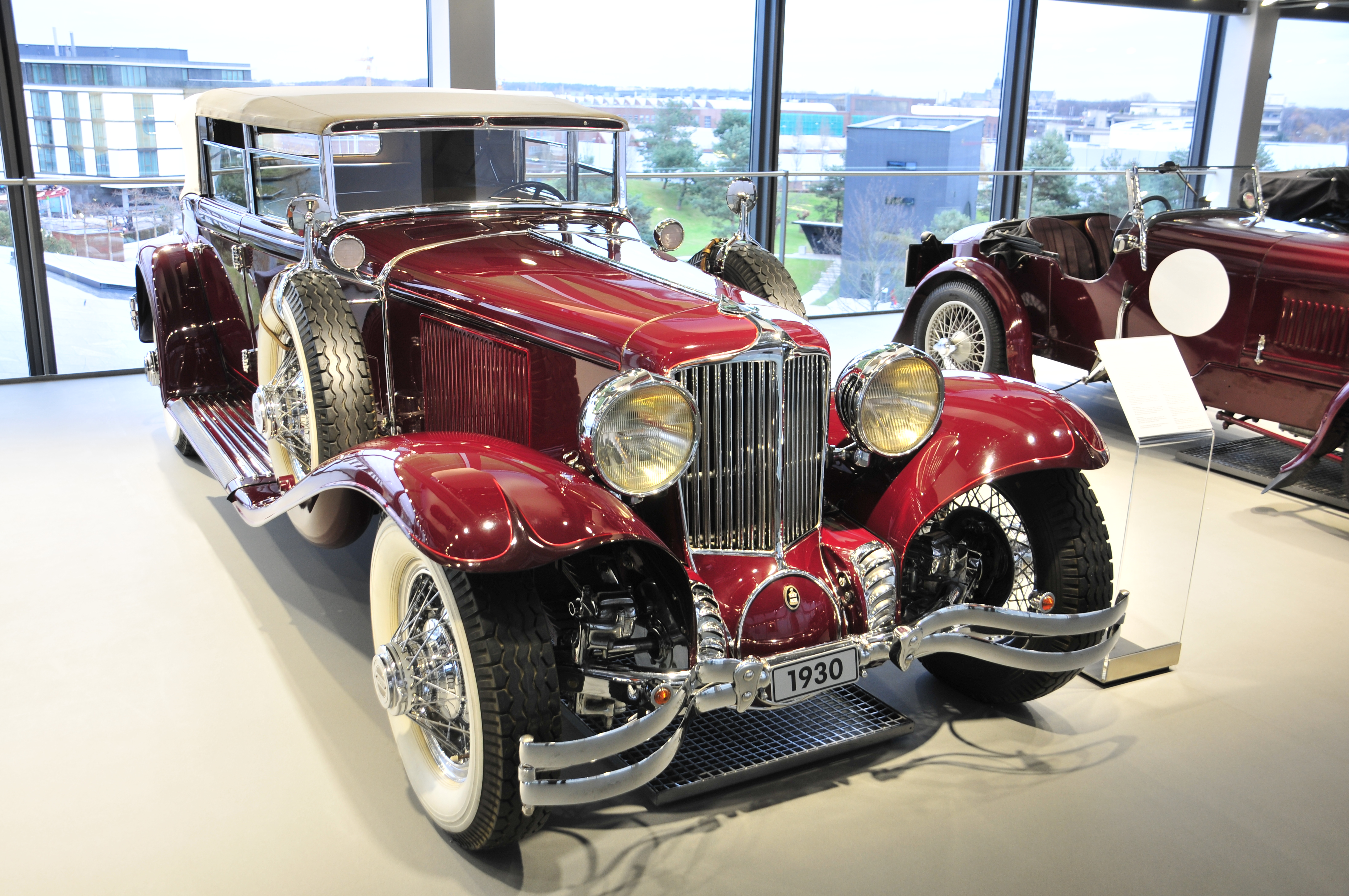
Cord L-29 Phaeton Sedan (1930) mit Frontantrieb
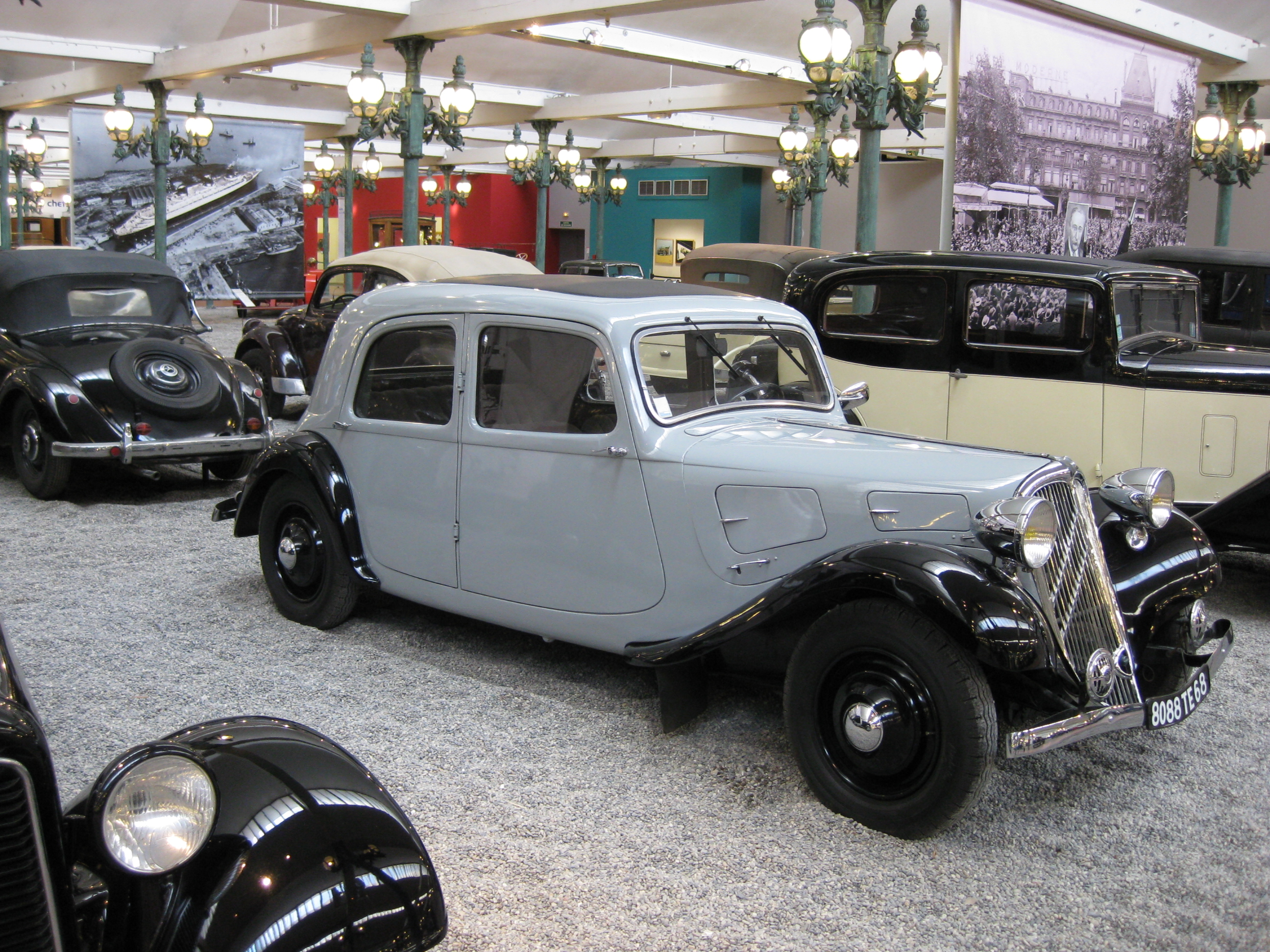
Citroën 7 CV Traction Avant 7A (1934), Europas erstes Großserienmodell mit Frontantrieb

### Innovationen desBendix SWC

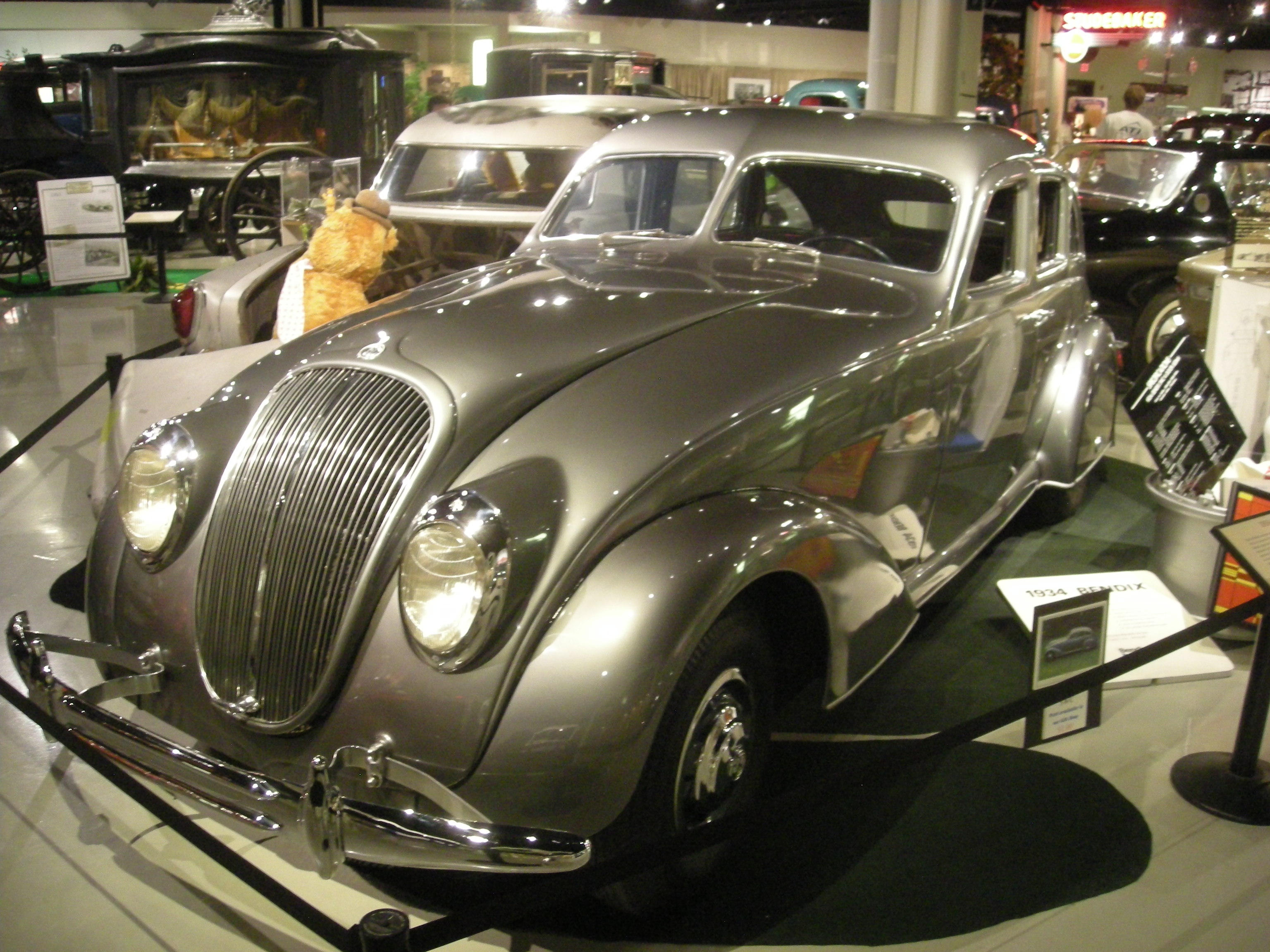
Bendix SWC im Studebaker National Museum, Seitenansicht

Nicht alle technischen Elemente des Bendix SWC waren absolute Neuentwicklungen, aber ihre Kombination in einem Gesamtkonzept war für die damalige Zeit hochinnovativ. Zu den bemerkenswerten Merkmalen gehörten:
- Frontantrieb[1]
- Homokinetische Weitwinkelgelenke System Bendix-Weiss[2][7]
- Unabhängige Radaufhängungen rundum, ursprünglich mit Gummiblöcken gefedert[2][7], später durch Querblattfedern ersetzt
- Hydraulische Vierrad-Bremsen System Bendix[2][7]
- Bremskraftverstärker (vermutlich System Bendix-Kliesrath)
- Belüftete Bremstrommeln rundum[2][7]
- Aluminium-Tiefbettfelgen; Radkappen mit Öffnungen zur Bremsenbelüftung[2]
- Niederdruckreifen[2]
- Bendix Startix Anlasserautomatik[2]
- Wasserkühlung nach dem Latente-Wärme-Verfahren (Verdampfungskühlung)[6]
- Hängende Pedale System Bendix[2]
- Aerodynamisch gestaltete Stromlinien-Karosserie[2][1]
- Innenbelüftungssystem[1]
- Uhr im Lenkrad[1] (Marke Jaeger)
- Vakuum-elektrische Gangschaltung Bendix Electro-Vac (später nachgerüstet)[2][7]

### Motor
Der Reihenmotor wurde, wie beim Ruxton, von Continental bezogen, war jedoch eine kleinere Sechszylinder-Ausführung. Es handelte sich um eine technisch robuste Konstruktion mit stehenden Ventilen (seitengesteuert), die auf Langlebigkeit ausgelegt war. Der Motor wurde für den Einsatz im SWC modifiziert.
Die genauen Daten des Originalmotors liegen nicht vollständig vor; vermutlich basierte er auf dem Continental Series 25A. Er war als Zweiventiler ausgelegt. Beschrieben wird dieser Motor mit einem Hubraum von 169,5 c.i. (2778 cm³), einer Zylinderbohrung von 3 Zoll und einem Kolbenhub von 4 Zoll (entspricht 73 × 102 mm), speziellen Kolben, einer geänderten Nockenwelle und einem für die Zeit hohen Verdichtungsverhältnis von 8,0 : 1. Die Leistung betrug 86 bhp (ca. 64 kW) bei 4000/min, das maximale Drehmoment 142 ft·lb bei 2400/min (entspricht ca. 193 N m). Für die Gemischaufbereitung sorgt ein Fallstrom-Doppelvergaser vom Typ Stromberg EE-1. Die Marke Stromberg gehörte seit 1929 zum Bendix-Konzern. Der Anlasser ist vom Typ Bendix Startix, eine frühe Form der Startautomatik.
Der Motorblock besteht aus Grauguss. Sowohl die Kurbelwelle als auch die Nockenwelle sind vierfach gelagert. Eine optische Besonderheit ist die weitgehende Verkleidung des Motors mit Blechpaneelen im „Zapfenschliff“-Muster (engine turning), die auch die Nebenaggregate abdecken. Ein großes Luftfiltergehäuse aus Aluminium, das einer Zylinderkopfhaube ähnelt und oberhalb der „Hot Box“ des Kühlsystems angebracht ist, erweckt fälschlicherweise den Eindruck einer modernen OHV-Ventilsteuerung (hängende Ventile).

#### Wasserkühlung
Eine Besonderheit war das von Ney entwickelte Kühlsystem, das nach dem Prinzip der latenten Wärme (Verdampfungskühlung) arbeitete und Anpassungen am Motor erforderte. Der Motor hat eine flache Aluminiumplatte als oberen Abschluss. Darüber ist ein als „Hotbox“ bezeichneter Behälter angebracht, dessen Funktion einem Kondensator ähnelt. Dieses gusseiserne Gefäß ist zur Hälfte mit Wasser gefüllt, das sich bei laufendem Motor bis zur Verdampfung erhitzt. Eine Wasserpumpe fördert kühleres Wasser über eine Leitung und ein perforiertes Metallrohr in den oberen Teil der „Hotbox“, wodurch der entstehende Dampf kondensiert und Wärme abgeführt wird. Dieser Kreislauf kühlt den Motor. Das System benötigte zwar eine konventionelle Wasserpumpe, kam aber ohne einen üblichen Kühlergrill und Ventilator aus.

#### Elektrische Anlage
Die elektrische Anlage arbeitete zeittypisch mit einer Spannung von 6 Volt und umfasste den bereits erwähnten Bendix Startix Anlasser. Der Zündverteiler ist unter dem Gehäuse für den Luftfilter auf der „Hotbox“ platziert.

### Antrieb

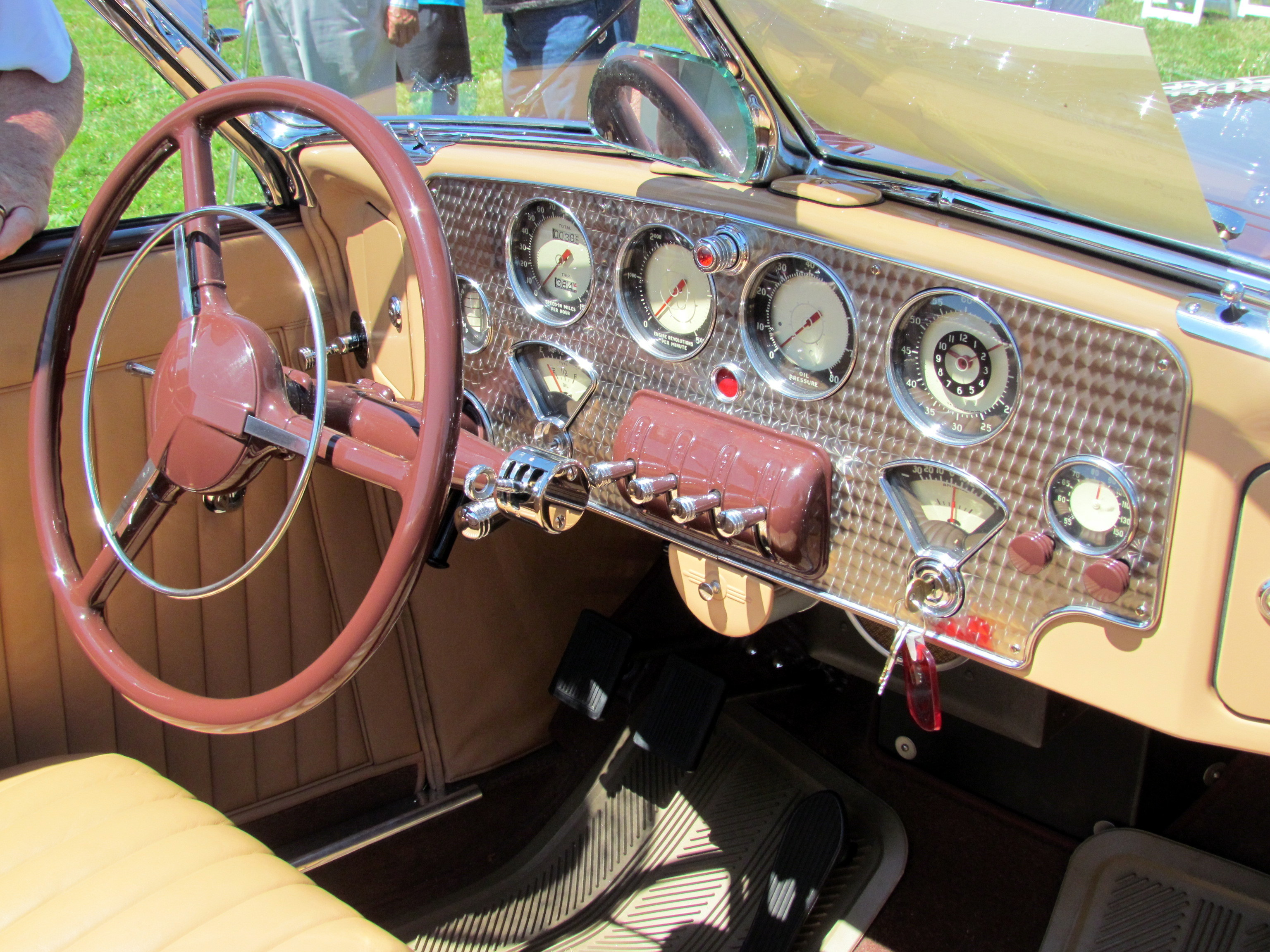
Armaturenbrett eines Cord 812 SC (1937) mit dem Vorwählgetriebe Bendix Electro-Vac. Der kleine Schalthebel sitzt seitlich an der Lenksäule auf einem Ausleger.

Die Motorleistung wird auf die Vorderräder übertragen. Der Motor ist im Chassis zurückversetzt und um 180 Grad gedreht eingebaut, sodass das Getriebe vor dem Motor lag und zusammen mit Achsantrieb und Differential eine kompakte Transaxle-Einheit bildete, die in einem mit dem Motor verschraubten Aluminiumgehäuse zwischen den Vorderrädern untergebracht ist.
Diese Anordnung führte dazu, dass der Motorblock wegen der kurzen Motorhaube teilweise in den vorderen Fußraum des Passagierraums ragte.
Das Fahrzeug verfügt über eine Einscheibentrockenkupplung mit Asbestbelag, die hydraulisch betätigt wird. Die Getriebeeingangswelle ist konstruktiv durch die hohle Ausgangswelle geführt.
Das von Warner Gear stammende Dreiganggetriebe mit Rückwärtsgang und Vorgelegewelle war in den beiden oberen Gängen synchronisiert. Ursprünglich hatte es folgende Übersetzungen: 2,82 : 1 im 1. Gang, 1,60 : 1 im 2. Gang und 1 : 1 (direkt) im 3. Gang; der Rückwärtsgang war mit 3,83 : 1 untersetzt.
Ob diese Übersetzungen nach der späteren Nachrüstung eines elektropneumatischen Vorwählgetriebes vom Typ Bendix Electro-Vac unverändert blieben, ist unklar. Bei diesem System wird der gewünschte Gang mittels eines kleinen Hebels an der Lenksäule vorgewählt und durch Treten der Kupplung automatisch eingelegt. Bendix lieferte solche Getriebesysteme einbaufertig an verschiedene Automobilhersteller, darunter Cord und Hudson.
Der Achsantrieb ist als Schneckengetriebe ausgeführt und mit 4,29 : 1 untersetzt. An den äußeren Enden der Antriebswellen (Halbwellen) sitzen homokinetische Bendix-Weiss-Gelenke. Ähnlich wie bei Rzeppa-Gelenken werden die Antriebskräfte hier über umlaufende Kugeln übertragen, was eine gleichmäßige Kraftübertragung auch bei großen Lenkeinschlägen ermöglicht.
Der SWC ist eines der ersten Fahrzeuge mit hängenden Pedalen für Gas, Bremse und Kupplung, eine Anordnung, die heute Standard ist. Auch diese Vorrichtung stammte aus dem umfangreichen Bendix-Produktprogramm.

### Fahrgestell
Das ursprüngliche Konzept sah eine fortschrittliche kombinierte Struktur aus Fahrgestell und Karosserie vor, ähnlich einem Space Frame oder einer teilselbsttragenden Bauweise. Eine vergleichbare, wenn auch nicht identische Konstruktion wurde etwa zur gleichen Zeit beim Chrysler Airflow als Unit Frame & Body Construction realisiert.
Aus Zeitgründen und möglicherweise wegen technischer Herausforderungen griff man beim SWC jedoch auf eine konventionellere Bauweise mit einem separaten, tragenden Fahrgestell und einem darauf aufgesetzten Aufbau aus einem blechbeplankten Holzgerippe zurück. Das Fahrgestell besteht aus einem Rohrrahmen mit Quertraversen vorn und hinten. Alle vier Räder sind einzeln aufgehängt.
Die unteren Querlenker der vorderen Radaufhängung sind an speziellen Aufnahmen direkt am Motorblock und Getriebegehäuse befestigt. Der gesamte Antriebsblock ruht auf nur zwei großen Gummilagern, die in einer Linie mit seinem Schwerpunkt angeordnet sind. Diese Lagerung isolierte Drehschwingungen des Antriebsstrangs effektiv vom Fahrzeugrahmen und erlaubte dem Motor eine leichte Bewegung von ca. 2,5 cm um seine Längsachse.
Auch die Hinterachse verfügt über Doppelquerlenker, die jedoch kürzer ausgeführt sind als die vorderen. Anfangs dienten Gummiblöcke als Federelemente. Da diese sich als unterdimensioniert erwiesen, wurden sie und die oberen Querlenker später durch quer eingebaute Blattfedern ersetzt, welche dann sowohl die Federungs- als auch die Radführungsaufgaben übernahmen.

#### Lenkung
Das Fahrzeug ist mit einer Ross-Lenkung ausgestattet, die mit Schnecke und Lenkfinger arbeitet. Die Lenksäule ist zweiteilig ausgeführt und verfügt über ein „Banjo“-Lenkrad mit Metallspeichen. Über ein Kreuzgelenk ist sie mit dem unteren Teil verbunden, der die Lenkbewegungen zum Lenkgetriebe überträgt. Die Lenkung ist mit 13,5 : 1 untersetzt. Der Wendekreis beträgt 46 Fuß (etwa 14 Meter).

#### Räder, Reifen und Bremsen
Die Federung wurde durch spezielle Niederdruckreifen unterstützt. General Tire hatte kurz zuvor den Jumbo Balloon Reifen auf den Markt gebracht; der SWC nutzt relativ kleine 14-Zoll-Felgen mit diesen Reifen, die mit einem sehr niedrigen Druck von nur 8 psi (ca. 0,55 bar) betrieben wurden.
Die Radkappen sind zur besseren Bremsenbelüftung geschlitzt. Zusätzlich weist jede Bremstrommel fünf trapezförmige Kühlöffnungen auf. Die hydraulisch betätigten Trommelbremsen werden durch einen Bremskraftverstärker unterstützt, was den Bedienkomfort erhöhte.

### Karosserie
Ortwig entwarf einen aerodynamisch beeinflussten, stromlinienförmigen Aufbau als viertürigen Touring Sedan mit vier bis fünf Sitzplätzen und einem markant abfallenden Fließheck. Die Frontpartie ist stark gewölbt, mit integrierten Scheinwerfern und einem ebenfalls gebogenen, nach hinten geneigten Kühlergrill. Die Windschutzscheibe ist zweiteilig (V-förmig), wobei die beiden Scheibenflächen geneigt und gegeneinander angewinkelt sind. Das Ersatzrad ist unsichtbar unter dem Kofferraumboden untergebracht.
Da sich die ursprünglich geplante teilselbsttragende Bauweise nicht realisieren ließ, entstand die Karosserie in Gemischtbauweise mit einem tragenden Holzgerippe, das mit Stahlblech beplankt wurde. Um Gewicht zu sparen, wurden Motorhaube, Kotflügel, Türen und die hinteren Radabdeckungen (skirts) jedoch aus Aluminium gefertigt. Die Lehne der Rücksitzbank kann umgeklappt werden, um vom Innenraum aus Zugang zum Kofferraum zu ermöglichen. Im Zentrum des Lenkrads ist eine Jaeger-Uhr integriert.
Kühlermaske, Scheinwerfereinfassungen und Stoßstangen wurden vom DeSoto Airflow übernommen. Ney erklärte später, dass die Einzelanfertigung dieser Teile für ein Unikat zu aufwendig und kostspielig gewesen wäre. Weitere Zukaufteile stammen von Cadillac (Handschuhfächer) und Nash LaFayette (Instrumententräger).
Die Karosserie wurde in Räumlichkeiten der Robinson-Werft in Benton Harbor (Michigan) gebaut. Die Arbeiten wurden von ehemaligen Mitarbeitern der Studebaker Corporation ausgeführt.
Das ursprünglich angestrebte Leichtbauziel von 1500 bis 1700 lbs (ca. 680–770 kg) wurde mit einem tatsächlichen Leergewicht des fertigen Fahrzeugs von 3650 lbs (1615 kg) deutlich verfehlt. Dieses hohe Gewicht trug maßgeblich zu den Problemen mit der Gummifederung bei.

## Spezifikationen
| Daten                          | Bendix SWC |
| ------------------------------ | --- |
| Motor:                         | 6-Zylinder-Reihenmotor (Viertakt) Grauguss-Motorblock Basis Continental (vermutlich Series 25A) |
| Kurbelwellenlager              | 4 |
| Hubraum:                       | 2778 cm³ (169,5 in³) |
| Bohrung × Hub:                 | 3 × 4 Zoll 73 × 102 mm |
| Ventile:                       | 12 |
| Ventilsteuerung:               | SV (seitengesteuert) |
| Leistung                       | 86 bhp (ca. 64 kW) bei 4000/min |
| Max. Drehmoment:               | 142 ft·lbf (ca. 193 N m) bei 2400/min |
| Verdichtung:                   | 8,0 : 1 |
| Gemischzufuhr:                 | Fallstrom-Doppelvergaser Stromberg EE-1 Zweikanal-Ansaugkrümmer elektrische Benzinpumpe |
| Abgasführung:                  | Gusseiserner Auspuffkrümmer einfache Auspuffanlage |
| Kühlung:                       | Wasserkühlung Hotbox nach dem Prinzip der latenten Wärme (Verdampfungskühlung) Wasserpumpe, kein Ventilator |
| Elektrische Anlage:            | 6 Volt, Batterie |
| Anlasser:                      | Bendix Startix (Startautomatik) |
| Zündung:                       | Zündspule Delco Remy |
| Antrieb:                       | Frontmotor, längs eingebaut (gedreht) Frontantrieb mit Differential und Halbwellen Je 2 homokinetische Kreuzgelenke System Bendix-Weiss pro Halbwelle |
| Getriebe:                      | Mechanisches Dreiganggetriebe mit Rückwärtsgang (Warner Gear), 2. und 3. Gang synchronisiert nachträglich ausgerüstet mit elektropneumatischem Vorwählgetriebe Bendix Electro-Vac; Schalthebel an der Lenksäule                                                                  |
| Getriebeuntersetzungen:        | 1. Gang 2,82 : 1 2. Gang 1,60 : 1 3. Gang 1,00 : 1 Rückwärtsgang 3,83 : 1 |
| Kupplung:                      | Einscheibentrockenkupplung, Asbestbelag, hydraulische Betätigung |
| Differential:                  | Schneckenantrieb, Untersetzung 4,29 : 1 |
| Fahrgestell:                   | Separater Stahl-Rohrrahmen mit Quertraversen |
| Vorderachse und Radaufhängung: | Vorderradantrieb; Halbwellen mit Weiss-Kreuzgelenken Einzelradaufhängung mit unterem Querlenker (A-Arm), oben querliegende Blattfeder (ursprünglich Gummiblock); Reibungsstoßdämpfer                                                                                             |
| Hinterachse und Radaufhängung: | Einzelradaufhängung mit unterem Querlenker (A-Arm), oben querliegende Blattfeder (ursprünglich Gummiblock); Reibungsstoßdämpfer |
| Lenkung:                       | Ross-Lenkung mit Schneckenrad und Lenkfinger Untersetzung 13,5 : 1 Wendekreis ca. 14 Meter (46 Fuß) |
| Bremsen:                       | hydraulisch betätigte Vierrad-Trommelbremsen (Bendix) Trommeldurchmesser 203 mm (8 Zoll) Bremsbelagfläche 929 cm² (144,0 Quadratzoll) Bremskraftverstärker |
| Handbremse:                    | Mechanisch, auf Hinterräder wirkend (vermutlich) |
| Räder:                         | 14 Zoll Spezial-Tiefbettfelgen aus Aluminium, Sonderanfertigung, verschraubt mit der Bremstrommel |
| Reifen :                       | General Jumbo Balloon Niederdruckreifen Reifendruck ca. 0,55 bar (8 psi) |
| Länge:                         | 5182 mm (204 Zoll) |
| Breite:                        | 1525 mm (60 Zoll) |
| Höhe:                          | 1600 mm (63 Zoll) |
| Radstand:                      | 3048 mm (120 Zoll) |
| Spurweite vorn:                | 1327 mm (52,25 Zoll) |
| Spurweite hinten:              | 1314 mm (51,75 Zoll) |
| Karosserie:                    | Touring Sedan, 4-türig, 4/5-sitzig Gemischtbauweise (Holzgerippe mit Blechbeplankung) Stahlblech (Hauptstruktur); Motorhaube, Kotflügel, Türen und Radverschalungen aus Aluminiumblech integrierter Kofferraum, zugänglich von außen und innen (durch umklappbare Rückbanklehne) |
| Benzintanks:                   | zwei Tanks mit je 30,3 Liter (8 US.liq.gal); Gesamtkapazität 60,6 Liter (16 US.liq.gal) Die Tanks sind in den vorderen Kotflügeln untergebracht. Die Einfüllstutzen befinden sich unter der Motorhaube vor dem Kühlerbereich.                                                    |
| Gewicht:                       | 1615 kg (3650 lbs) (Leergewicht) |
| Höchstgeschwindigkeit:         | ca. 185 km/h (Werksangabe, möglicherweise optimistisch) |
| Baukosten:                     | US$ 84.000,- (1934) |

Wo nicht anders vermerkt, wurden diese Angaben dem Bericht von Michael Lamm „FWD Bendix SWC“ in der November/Dezemberausgabe 1971 von Special Interest Auto entnommen.

## Würdigung und Verbleib
Nach der Entmachtung von Vincent Bendix und der Kaltstellung von Victor Kliesrath gab es im Unternehmen keine prominenten Befürworter des SWC-Projekts mehr. Das neue, von General Motors beeinflusste Management sah keine Notwendigkeit für das Fahrzeug. Die GM-Vertreter im Vorstand konzentrierten sich darauf, den Bendix-Konzern finanziell zu stabilisieren und die Kernkompetenz als Zulieferer von Komponenten sicherzustellen. Es bestand keinerlei Interesse daran, ein innovatives Fahrzeug eines „Außenseiters“ zu fördern oder gar bekannt zu machen, das in vielerlei Hinsicht fortschrittlicher war als die zeitgenössischen Serienmodelle des GM-Konzerns. Im Team, das den SWC konstruiert und gebaut hatte, machte man sich ohnehin wenig Illusionen über die Erfolgsaussichten einer Lizenzfertigung in Europa. Der zweite Ingenieur, Fred Thomer, schrieb 1972 in einem Brief an die Zeitschrift SIA:

„The European auto men are just as proud of their own engineering as Packard or Duesenberg ever were, ... What designers of ability like Ettore Bugatti thought of the SWC we can only guess. The St. Joe [sic] crew was a real international bunch: French, Italian, German, Polish, Austrian and Swiss. We could have told [Bendix and Kliesrath] that their scheme had no chance of success – but we had a lot of fun working on it!“

„Die europäischen Automobilfachleute sind genauso stolz auf ihre eigenen Ingenieurleistungen, wie es Packard oder Duesenberg jemals waren, … Was fähige Konstrukteure wie Ettore Bugatti über den SWC dachten, können wir nur vermuten. Die St.-Joseph-Mannschaft war ein wirklich internationaler Haufen: Franzosen, Italiener, Deutsche, Polen, Österreicher und Schweizer. Wir hätten [Bendix und Kliesrath] sagen können, dass ihr Plan keine Aussicht auf Erfolg hatte – aber wir hatten eine Menge Spaß bei der Arbeit daran!“

Der SWC wurde nach seiner Rückkehr aus Europa offenbar eingelagert und stillgelegt. Erst 1967 entdeckte der Bendix-Mitarbeiter Gene Wadzinski das Fahrzeug, abgedeckt in einer kleinen Scheune auf dem ehemaligen Bendix-Testgelände. Er erhielt die Erlaubnis, das Fahrzeug in seiner Freizeit wieder fahrbereit zu machen. Es war bemerkenswert gut erhalten, befand sich jedoch noch nicht wieder in einem fahrbereiten Zustand, als der Reporter Ross Mac Lean von Special Interest Auto für einen 1971 erschienenen Artikel darauf bestand, es zu fahren.
Aufgrund der Umstände seiner Entstehung unter strenger Geheimhaltung und des nach dem Führungswechsel bei Bendix Aviation erloschenen Interesses ist dieses technisch interessante Fahrzeug relativ unbekannt geblieben. Dennoch erschienen im Laufe der Jahrzehnte immer wieder Berichte darüber, unter anderem der ausführliche SIA-Artikel von Michael Lamm (1971), ein Bericht in der Automobil Revue, Ausgabe 35/1984, sowie Artikel in den Online-Magazinen Hemmings Motors News (von David La Chance, Oktober 2008) und Zwischengas (Mai 2013).
Der Bendix SWC ist auch im Standardwerk von Beverly Rae Kimes und Henry Austin Clark, Jr., Standard Catalog of American Cars 1805–1942, Ausgabe 1996, aufgeführt. Das Fahrzeug befindet sich heute als Exponat im Studebaker National Museum in South Bend (Indiana) (USA).

## Aerodynamische Entwürfe der 1930er Jahre (Galerie)

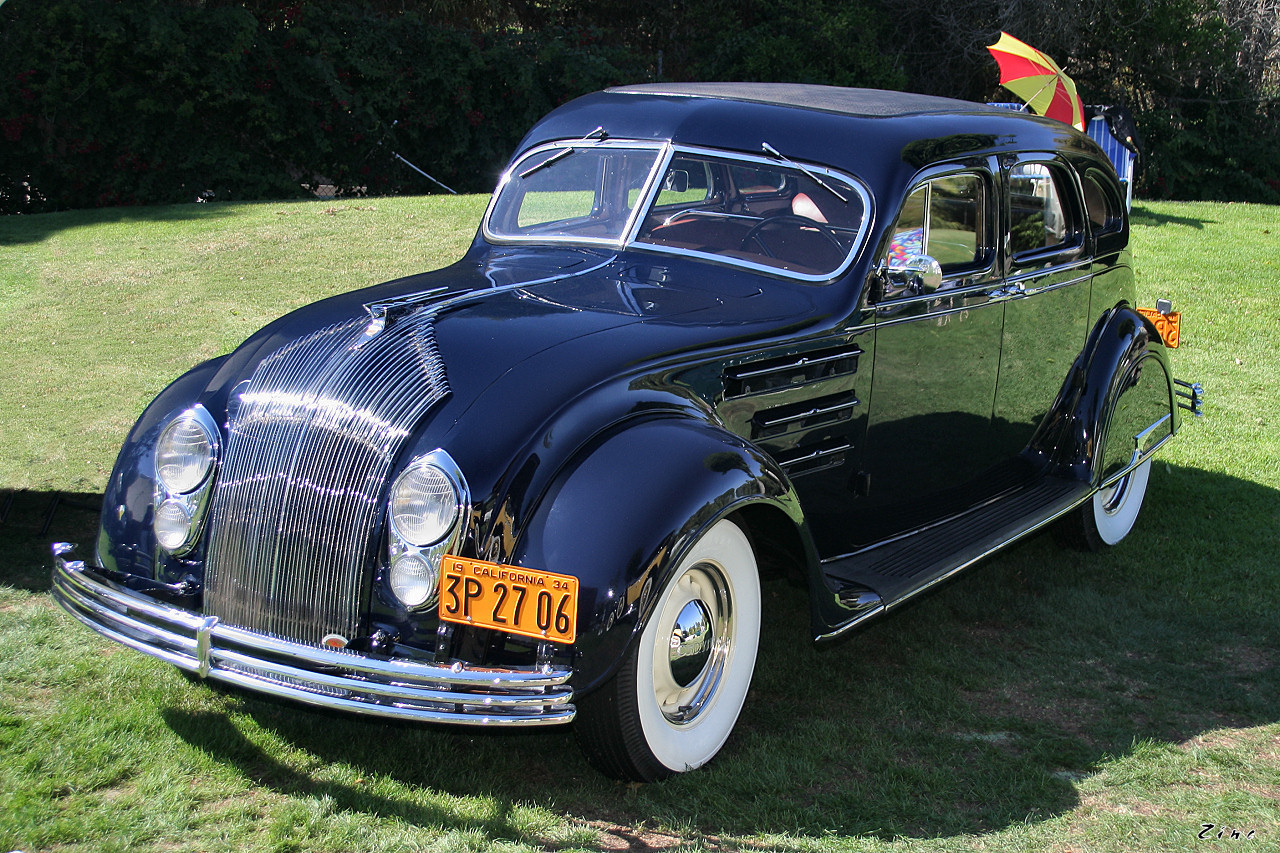
Chrysler Airflow Sedan Serie CU (1934)
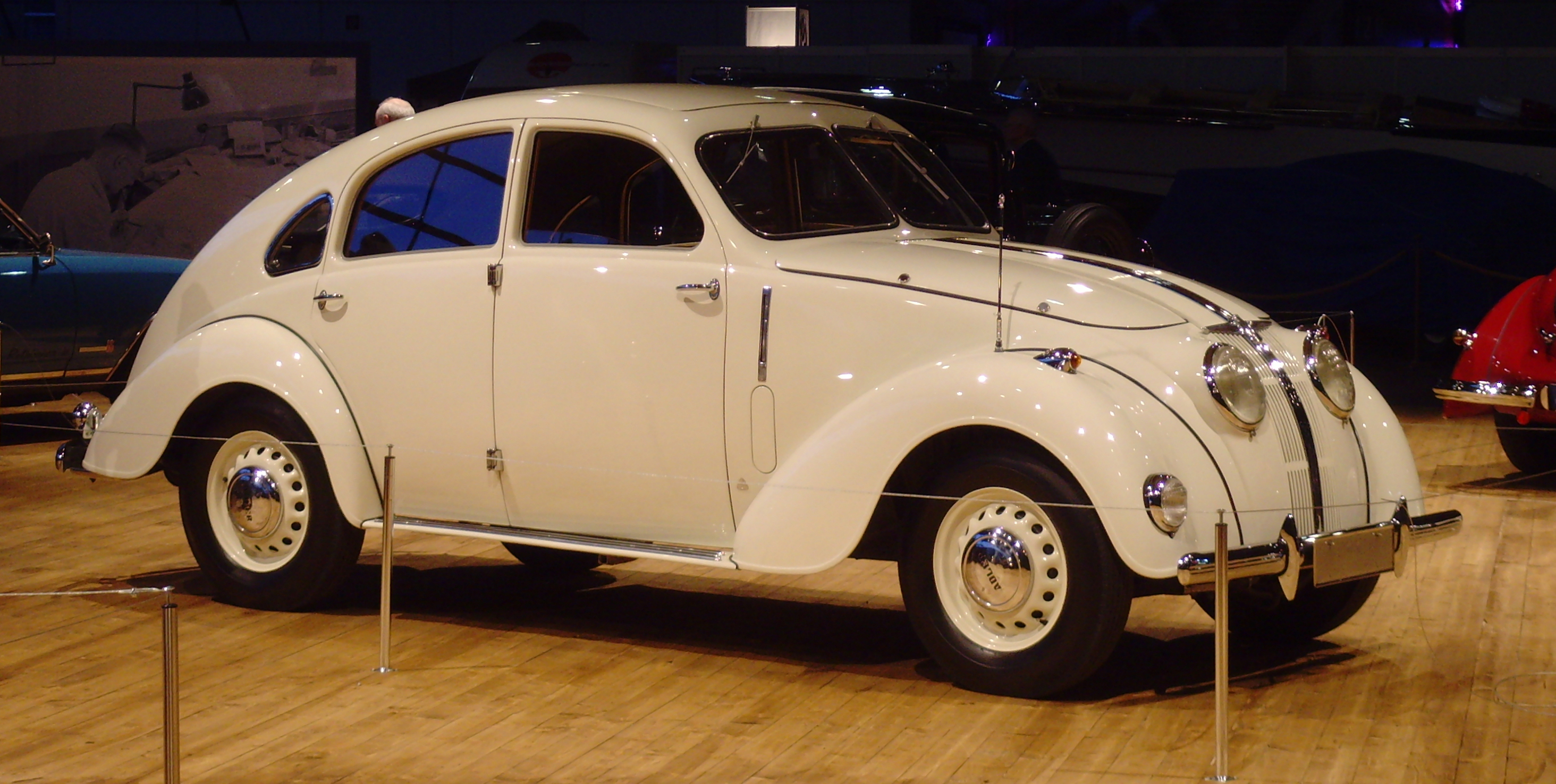
Adler 2.5 Liter „Autobahn“ Limousine (1938)
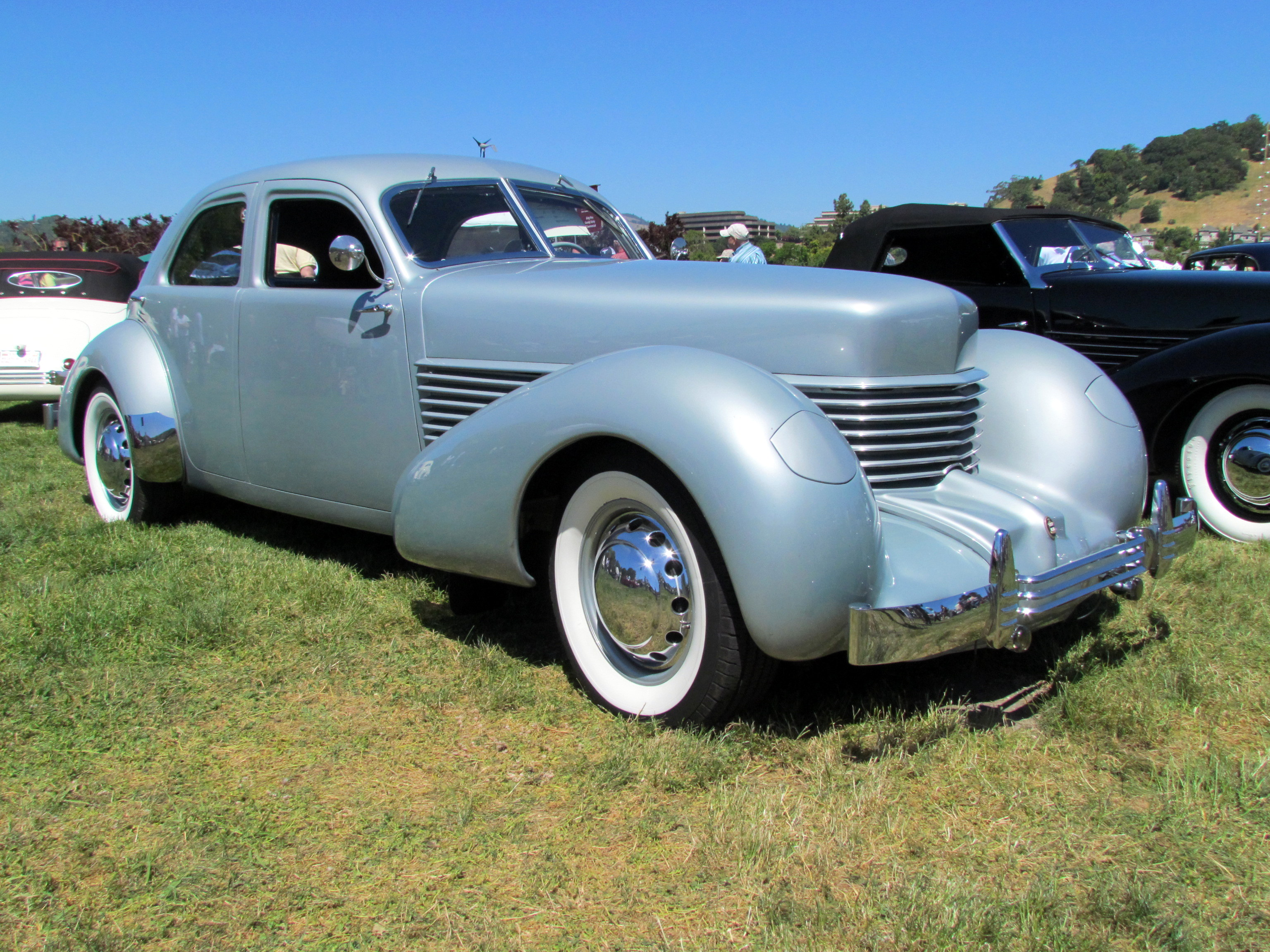
Cord 810 Westchester Sedan (1937)
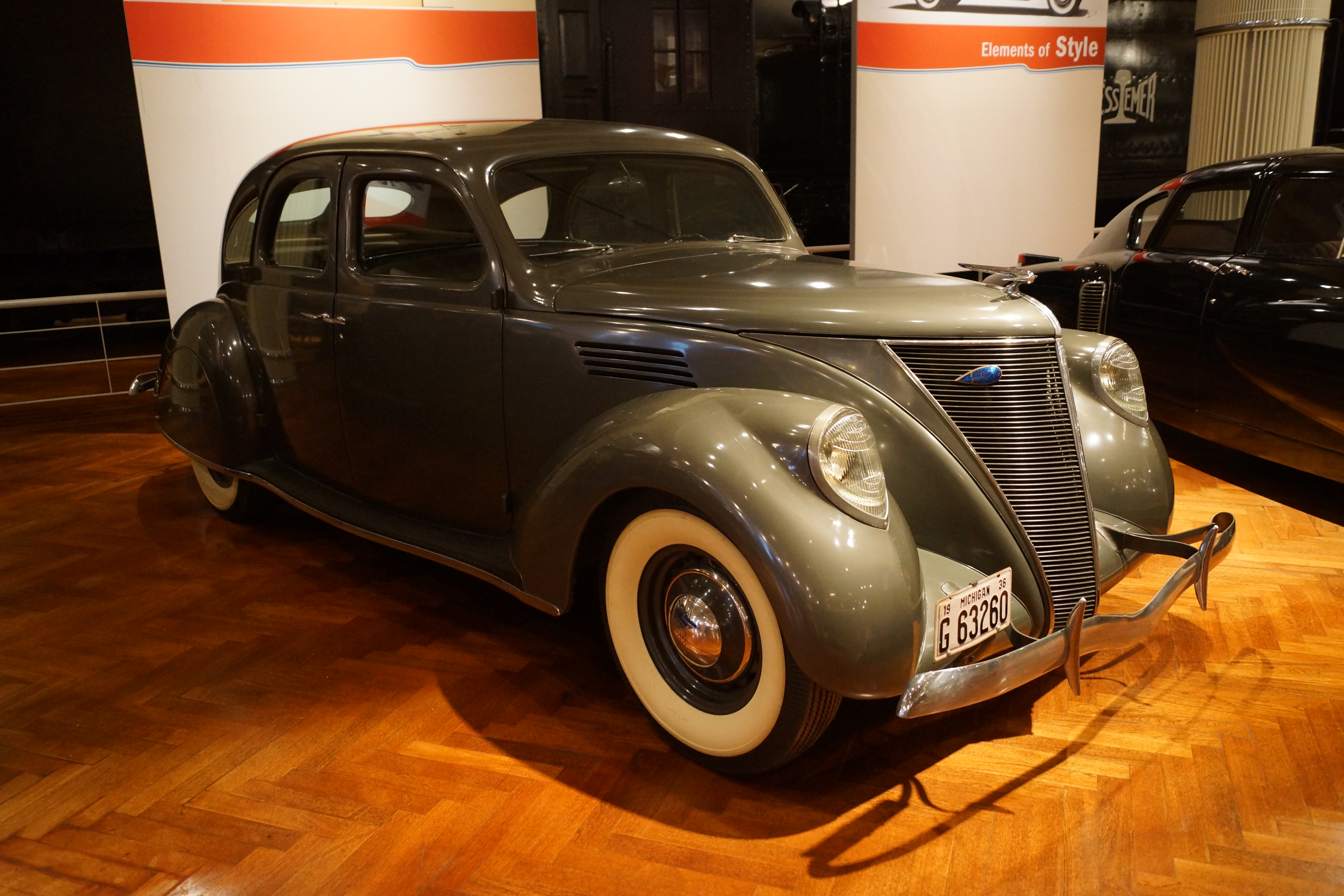
Lincoln Zephyr V12 Sedan (1936)
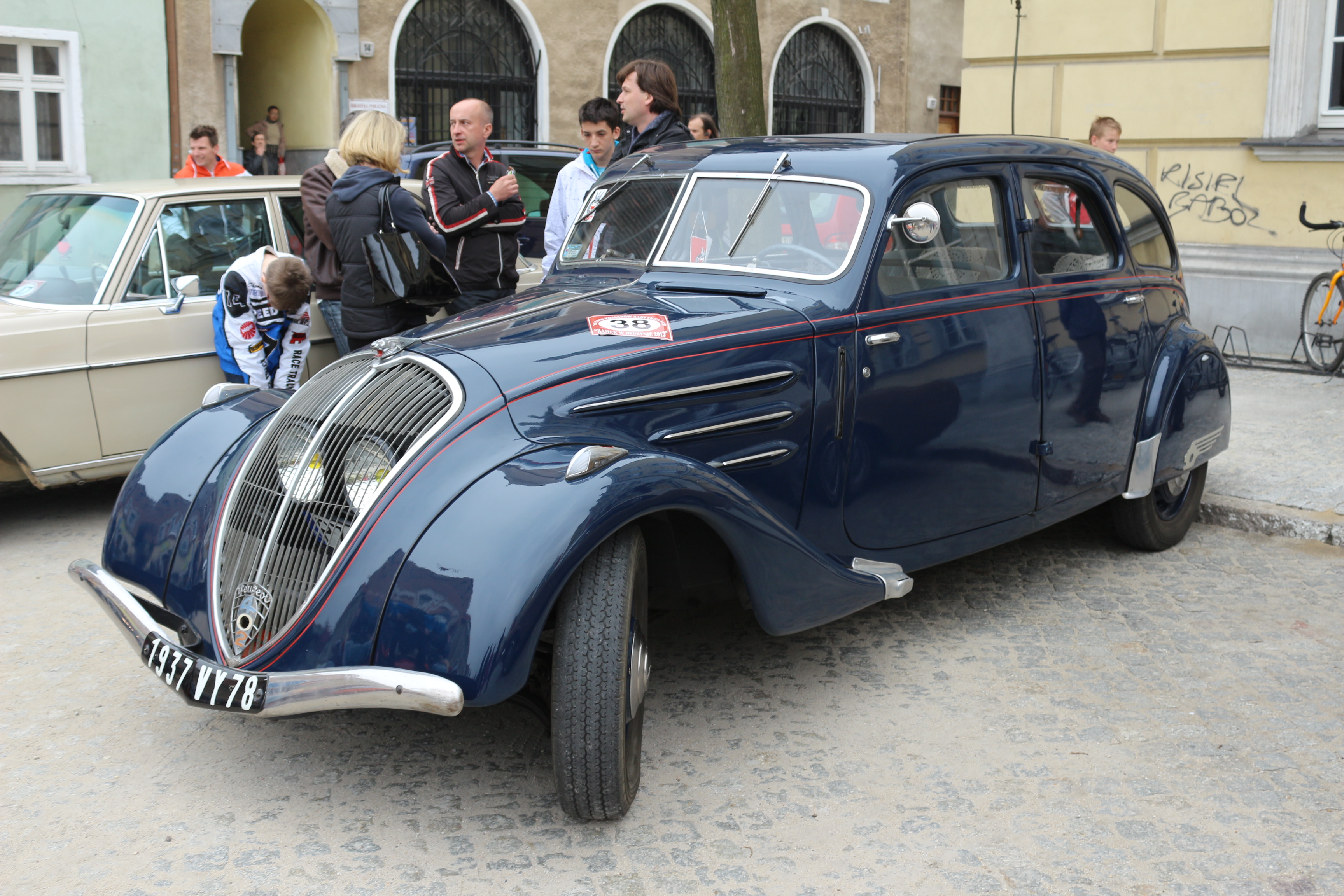
Peugeot 402 Berline long (1937)
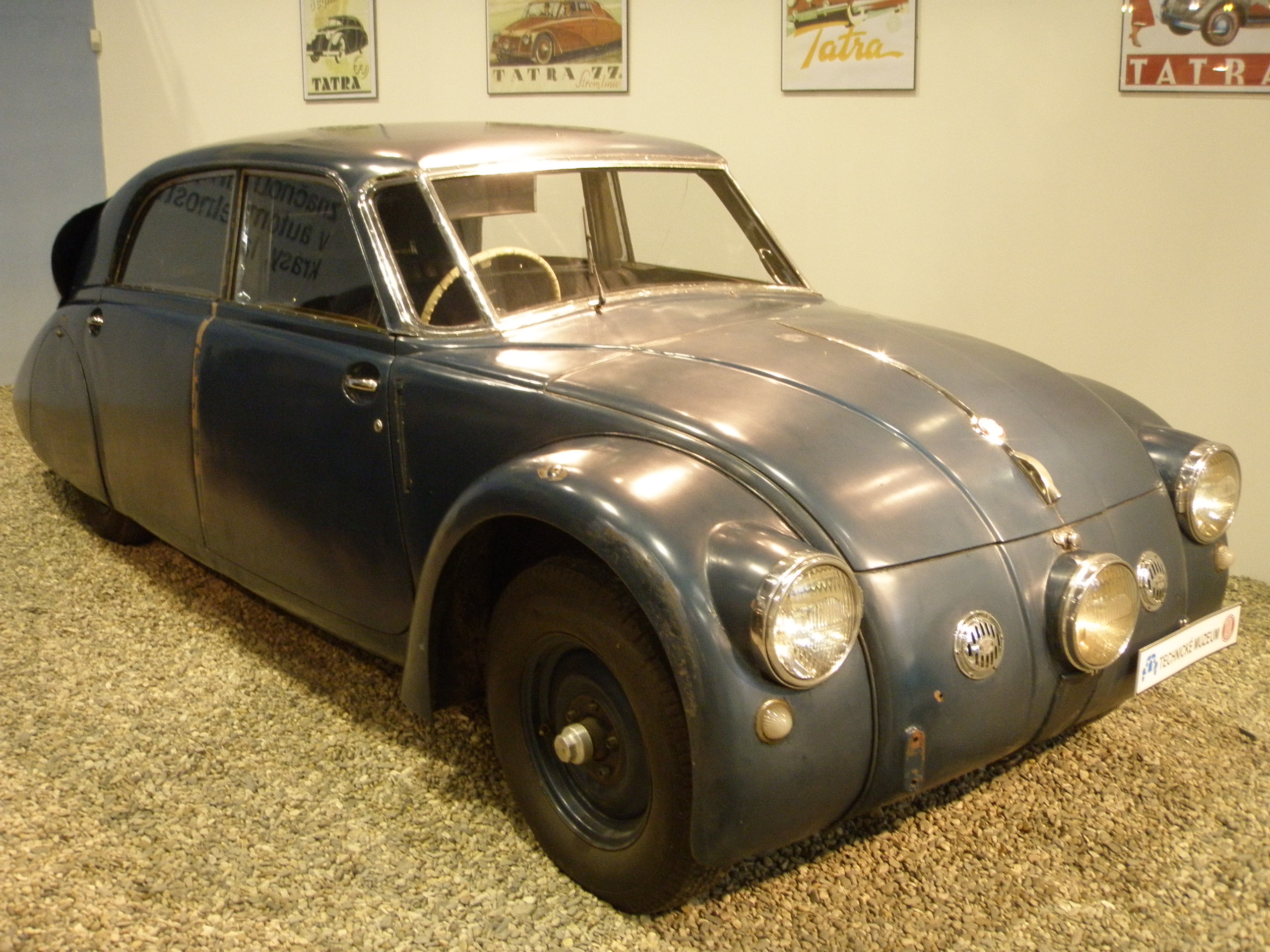
Tatra 77a (Heckmotor, 1936–1938)